# Die Wilden Kerle (Film)
Die Wilden Kerle (Claim: Alles ist gut, solange du wild bist!) ist ein deutscher Kinderfilm aus dem Jahre 2003. Der Film entstand nach der Kinderbuchreihe Die Wilden Fußballkerle von Joachim Masannek, der auch Regie führte.

## Handlung

### Zusammenfassung
Die Wilden Kerle sind eine Gruppe fußballspielender Jungen. Nachdem sie ihren Bolzplatz an den dicken Michi mit seiner Gruppe der „Unbesiegbaren Sieger“ verloren haben, müssen die Jungs ein Team werden, um den Platz wieder zurückzubekommen.
Außerdem kommt noch ein Mädchen hinzu, das mittrainieren will und später in die Mannschaft aufgenommen wird.

### Einleitung
Übermorgen fangen die Sommerferien an, doch es regnet. Die Wilden Kerle machen sich auf zu ihrem Bolzplatz. Doch Willi, der auf dem Bolzplatz einen Kiosk betreibt, macht ihnen klar, dass der Platz wegen des Regens gesperrt ist. Frustriert gehen die Jungs nach Hause, spielen in der Wohnung Fußball und wollen so den Regen vertreiben. Da sie dabei einigen Schaden anrichten, erhalten sie Hausarrest.

### Hauptteil
1. Sequenz
 Also schleichen sie heimlich aus dem Haus. Doch auf dem Bolzplatz ist der dicke Michi mit seiner Gruppe, den „Unbesiegbaren Siegern“. Da diese älter und stärker als die Wilden Kerle sind, vertreiben sie die Wilden Kerle vom Bolzplatz. Leon, der Anführer der Wilden Kerle, will das aber nicht hinnehmen. So fordert er den dicken Michi zu einem Fußballspiel in zehn Tagen auf.
Um zu gewinnen, bitten sie Willi um seine Hilfe als Trainer, da er ihnen erzählt hat, dass er früher Profifußballer gewesen sei. Sie trainieren jetzt auf der Wiese am Fluss. Anfangs machen die Jungs auch Fortschritte in dem Versuch, eine Mannschaft zu werden. Allerdings sind Leons Fähigkeiten als Mannschaftskapitän noch längst nicht ausgereift. Er will zum Beispiel immer alles selber machen und gibt den Ball nie ab. Er wirft schließlich Raban und Joschka, weil er sie als zu schwach ansieht, aus der Mannschaft. Da nun aber Leute für die Mannschaft fehlen, muss Leon neue Jungen dafür suchen.
2. Sequenz

Er findet schließlich zwei neue Teammitglieder. Auch ein Mädchen möchte mitmachen. Da dies den Wilden Kerlen überhaupt nicht gefällt, fordert Vanessa mit Hilfe von Leons bestem Freund Fabi die Jungs heraus. Auf ihrer Geburtstagsparty veranstaltet sie ein Elfmeter-Schießen. Tatsächlich gelingt es ihr, alle Jungs zu schlagen, und so muss sie bei den Wilden Kerlen aufgenommen werden.
In der Zwischenzeit haben sich Raban und Joschka den „Unbesiegbaren Siegern“ angeschlossen. Doch das Verhalten des dicken Michi und seiner Bande gefällt ihnen nicht. Als diese die Wilden Kerle beschatten und merken, dass sie in der Zeit richtig gut geworden sind, planen sie einen Überfall auf das Baumhaus „Camelot“ der Wilden Kerle. Raban und Joschka erzählen dies Willi. So werden die Wilden Kerle rechtzeitig gewarnt und können erfolgreich ihr Baumhaus gegen die „Unbesiegbaren Sieger“ verteidigen.
3. Sequenz

Doch der geschlagene dicke Michi hat ein Ass im Ärmel, um die Moral der Wilden Kerle zu zerstören. Er erzählt ihnen, dass Willi niemals Profifußballer war. Daraufhin vertrauen die Wilden Kerle Willi nicht mehr und die Gruppe bricht auseinander. Schließlich ergreift Vanessa, von ihrer Oma angetrieben, die Initiative, um die Wilden Kerle zu retten. Sie bringt die Jungs zu einer gemeinsamen Mutprobe am Baggersee, und das schweißt die Gruppe wieder zusammen. So langsam finden es alle nicht mehr schlimm, dass Vanessa in der Gruppe ist.
4. Sequenz

Das Fußballspiel gegen den dicken Michi und seine „Unbesiegbaren Sieger“ beginnt. Doch ohne ihren Trainer haben die Wilden Kerle keine Chance und verlieren die erste Halbzeit mit 0:8 gegen den dicken Michi. Deswegen geht Raban von den Wilden Kerlen zu Willi und überredet ihn, wieder ihr Trainer zu sein. Und so wendet sich das Spiel. Kurz vor Ende steht es 9:8 für die Wilden Kerle. Dann macht Leon wieder den Fehler, den Ball nicht abzuspielen. Darum nimmt Willi ihn raus und Raban kommt; nachdem ihm Leon versucht hat klarzumachen, dass sie so verlieren, nimmt er Maxi vom Platz und wechselt Joschka ein. Leon ist darüber wütend. Schließlich kann er Willi doch noch dazu überreden, ihn wieder gegen Juli einzuwechseln. Es steht nun 9:9 und Leon stürmt trotz der Ermahnung von Willi und seinen Mannschaftskollegen wieder im Alleingang Richtung Tor. Dabei rollt der Ball direkt vor die Füße Rabans und dieser trifft mit links zum Sieg. Leon ist erst stinksauer, weil er das entscheidende Tor schießen wollte, doch schließlich muntert Willi ihn wieder auf und Leon sieht seinen Fehler ein. Durch den Sieg gegen den dicken Michi sind die Wilden Kerle zu einem richtigen Team geworden.

### Schluss
Nach diesem Sieg gehört der Bolzplatz wieder den Wilden Kerlen. Und die „Unbesiegbaren Sieger“ sind dort auch anzutreffen, allerdings sind diese fortan die „Diener“ der Wilden Kerle. Zwar freuen sich die Wilden Kerle über das „süße Leben“, doch soll es auch nicht zu süß werden, und so planen sie bereits ihre nächsten Abenteuer.

## Filmmusik
1. Sei wild
2. Ich hasse dich schrecklich
3. Leon
4. Alles vorbei
5. Tag der Entscheidung
6. Wild wie wir
7. Sei wild

## Analyse

### Aufbau
Der Film folgt der Tradition von Filmen aus den 70er-Jahren wie Krempoli – Ein Platz für wilde Kinder und Die Bären sind los. Auffällig ist die Machart, die Kinder zu mutigem Auftreten gegenüber Erwachsenen ermuntert und ihren Spielplatz zu verteidigen, so wie bei Krempoli. Auch Elemente des „Ur-Vaters“ der Kindermannschaftssport-Filme Die Bären sind los sind in diesem Film vertreten. Zudem ist die Musikuntermalung nicht nur reine Instrumentalmusik, sondern die Musik von Bananafishbones unterstreicht die emotionale Verfassung und Meinungen der Hauptpersonen. Auch dieses filmische Gestaltungsmittel wurde vor allem in den 70er-Jahren angewendet.

### Vorlage
Der Film beruht in weiten Teilen sehr genau auf dem ersten Teil der Buchreihe „Die wilden Fußballkerle“; „Leon, der Slalomdribbler“. Einzelne Elemente sind nachfolgenden Büchern entnommen: Die Mutprobe nach dem Abendessen entstammt „Felix, der Wirbelwind“, Vanessas Geburtstag „Vanessa, die Unerschrockene“ und der Kampf um Camelot „Juli, die Viererkette“.

## Figuren
Die Wilden Kerle sind eine große Gruppe von Kindern und somit können aufgrund des Filmformates nicht alle Personen ausführlich vorgestellt werden.
- Leon ist der geborene Anführer; so möchte er auch alles selber machen und muss erst lernen zu teilen. Er lernt mit der Verantwortung umzugehen, die ein Anführer hat.

- Fabi ist der beste Freund von Leon. Er hält immer zu ihm, egal was ist.

- Vanessa ist ein Mädchen, das seine Weiblichkeit nicht verleugnet. Vanessa möchte sich nicht den scheinbaren Zwängen unterordnen, die von einem Mädchen gesellschaftlich verlangt werden.

- Marlon, als Nummer 10, ist der ältere Bruder von Leon. Er streitet sich manchmal mit seinem Bruder Leon, aber er hält zu ihm und zur Gruppe.

- Maxi ist der Junge mit dem härtesten Schuss der Welt. Er spricht nie. Jedoch glänzt er mit seinen Taten.

- Markus ist der unbezwingbare Torhüter des Teams.

- Jojo ist ein Waisenjunge und der beste Freund von Markus.

- Juli, Huckleberry Fort Knox, ist die Viererkette in einer Person. Er ist der ältere Bruder von Joschka.

- Joschka, die siebte Kavallerie, ist der jüngste und kleinste der Gruppe. Er wird von Leon aus der Mannschaft geworfen. Jedoch kommt er wieder zurück und rettet die Wilden Kerle mehrfach.

- Raban ist ein Tollpatsch, der eine Coca-Cola-Glas-Brille trägt und mit seinen Cousinen spielen muss.

- Willi ist ein Erwachsener, der sich etwas vom Kind in ihm bewahrt hat. So kann er die Bedürfnisse der Jungen gut verstehen und leitet diese auf ihrem Weg, um Kameradschaft zu erlernen.

Keine Erwähnung im Film finden die Figuren Felix und Rocce. Während Felix in der literarischen Vorlage von Anfang Teil der Gruppe ist und als Protagonist des zweiten Buches sehr früh in der Reihe eine zentrale Rolle einnimmt, stößt Rocce im Verlauf des zweiten Buches zu den Wilden Kerlen dazu - er ist damit noch vor Vanessa der erste "Neuzugang" der Gruppe, da Vanessa in den Büchern erst ab dem dritten Buch (in welchem sie die Ich-Perspektive einnimmt) auftritt. Im Spiel gegen die "Unbesiegbaren Sieger" ist sie in der literarischen Vorlage noch nicht dabei.

## Ausstrahlung in Deutschland
In Deutschland lief die Free-TV-Premiere am 16. September 2006 auf Sat.1 um 20:15 Uhr. Diese verfolgten insgesamt 2,79 Millionen Zuschauer bei 10,5 Prozent Marktanteil, in der werberelevanten Zielgruppe waren es 16,6 Prozent Marktanteil durch 1,68 Millionen Zuschauer.

## Kritiken
„Dank einiger netter Gags, wie den Fahrrädern der Wilden Kerle, die mit Motorradgeräuschen unterlegt werden und dabei ein wenig Hells-Angels-Atmosphäre verbreiten, dürften „Die Wilden Kerle“ bei den Jüngeren gut ankommen – bei Fans der Buchreihe sowieso. Leider verzichtet der Film aber darauf, mit etwas subtilerem Humor auch die älteren Semester anzusprechen – wie es beispielsweise so manche Disney-Komödie perfekt beherrscht.“

„Die Botschaft von Selbstbewusstsein, Zusammenhalt und Toleranz wird durch die überraschend sichere Regie von Kinodebütant Joachim Masannek verständlich, aber sehr zurückhaltend vermittelt. Beste Erfolgsaussichten für einen Kantersieg also für Sam Film und den Verleih Buena Vista, der damit endlich mal wieder auf nationaler Ebene aktiv wird.“

„Das Ergebnis ist ein turbulentes Vergnügen ohne tiefere pädagogische Absicht, aber ein Plädoyer für Freundschaft und Teamgeist.“

## Auszeichnungen
- 2004 – DVD Champion in der Kategorie Deutscher Film
- Die Deutsche Film- und Medienbewertung FBW in Wiesbaden verlieh dem Film das Prädikat wertvoll.

## Fortsetzungen
Aufgrund des Erfolges wurden fünf Fortsetzungen gedreht, die alle in die deutschen Kinos kamen.
- 2005: Die Wilden Kerle 2: Alles ist gut, solange du wild bist
- 2006: Die Wilden Kerle 3: Die Attacke der biestigen Biester
- 2007: DWK 4 – Die Wilden Kerle 4: Der Angriff der Silberlichten
- 2008: DWK 5 – Die Wilden Kerle 5: Hinter dem Horizont
- 2016: Die Wilden Kerle – Die Legende lebt![4]